# Sami Frey

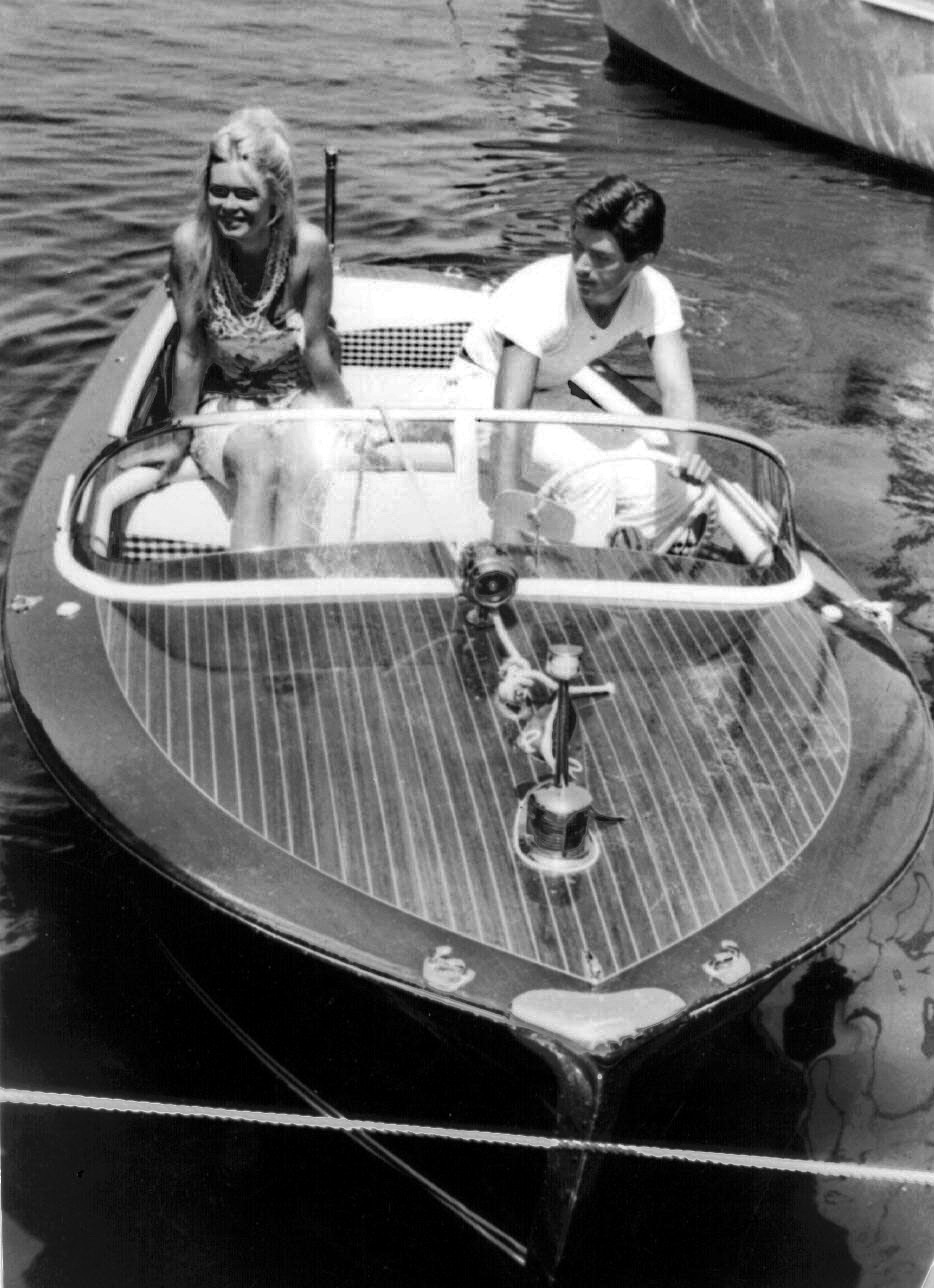
Sami Frey y Brigitte Bardot en el puerto de Saint-Tropez en 1963

Sami Frey (nacido como Samuel Frei el 13 de octubre de 1937) es un actor francés de ascendencia judía-polaca.

## Vida y carrera
Sus padres fueron asesinados durante la persecución de los judíos por los nazis cuando era niño. Vivió desde entonces con su abuela y, al alcanzar la mayoría de edad, escogió la carrera de actor, estudiando en la escuela para actores Cours Simon. Entre las películas que ha protagonizado, figuran En compagnie d'Antonin Artaud (1993), en la que interpreta al poeta y dramaturgo francés Antonin Artaud, y Bande à part (1964), de Jean-Luc Godard.

## Filmografía seleccionada
| Año  | Título                                         | Personaje            | Director              |
| ---- | ---------------------------------------------- | -------------------- | --------------------- |
| 1960 | La verité                                      | Gilbert Tellier      | Henri-Georges Clouzot |
| 1961 | Les sept pechés capitaux (Episodio: "Orgueil") | El amante            | Roger Vadim           |
| 1961 | Cleo de 5 a 7                                  | Un comediante        | Agnès Varda           |
| 1962 | Thérèse Desqueyroux                            | Jean Azevedo         | Georges Franju        |
| 1963 | L'Appartement des filles                       | Tibère               | Michel Deville        |
| 1963 | El juego de la verdad                          | Juan                 | José María Forqué     |
| 1964 | Bande à part                                   | Franz                | Jean-Luc Godard       |
| 1965 | Qui êtes-vous, Polly Maggoo?                   | Príncipe Igor        | William Klein         |
| 1966 | Angélique et le roy                            | Bachiatri Bey        | Bernard Borderie      |
| 1967 | Manon 70                                       | Des Grieux           | Jean Aurel            |
| 1968 | Mr. Freedom                                    | Cristo               | William Klein         |
| 1970 | Les mariés de l'an deux                        | El marqués de Guéron | Jean-Paul Rappeneau   |
| 1972 | César et Rosalie                               | David                | Claude Sautet         |
| 1974 | Sweet movie                                    | El Macho             | Dušan Makavejev       |
| 1975 | Le jardin qui bascule                          | Michel               | Guy Gilles            |
| 1978 | Une page d'amour                               | François Karwitch    | Maurice Rabinowicz    |
| 1978 | Écoute voir                                    | Arnaud de Maule      | Hugo Santiago         |
| 1982 | Mortelle randonnée                             | Ralph Forbes         | Claude Miller         |
| 1984 | The Little Drummer Girl                        | Khalil               | George Roy Hill       |
| 1984 | Vida familiar                                  | Emmanuel             | Jacques Doillon       |
| 1986 | El caso de la viuda negra                      | Paul Nuytten         | Bob Rafelson          |
| 1986 | Laputa                                         | Paul                 | Helma Sanders-Brahms  |
| 1986 | L'état de grâce                                | Antoine Lombard      | Jacques Rouffio       |
| 1987 | Sangre y arena                                 | Manuel Vasquez       | Jeanne Labrune        |
| 1988 | L'oeuvre au noir                               | Prior de Cordeliers  | André Delvaux         |
| 1988 | Recuerdos de guerra (miniserie de televisión)  | Avram Rabinovitz     | Dan Curtis            |
| 1992 | Hors Saison                                    | El narrador          | Daniel Schmid         |
| 1994 | Mi vida y tiempo con Antonin Artaud            | Antonin Artaud       | Gérard Mordillat      |
| 1994 | La fille de d'Artagnan                         | Aramis               | Bertrand Tavernier    |
| 1996 | Les menteurs                                   | Marcus Dourmer       | Élie Chouraqui        |
| 2000 | Les Acteurs                                    | Él mismo             | Bertrand Blier        |
| 2004 | Anthony Zimmer                                 | Akerman              | Jérôme Salle          |
| 2007 | Il regista di matrimoni                        | Fernando Gravina     | Marco Bellocchio      |
| 2015 | Marguerite y Julien                            | Abad de Hambye       | Valérie Donzelli      |
| 2017 | Numéro une                                     | Henri Blachey        | Tonie Marshall        |